# Karaiyar
Karaiyar (Tamil கரையார் Karaiyār und Tamil குருகுலம் Kurukulam) ist die tamilische Berufskaste der landbesitzenden Fischer, die in den nördlichen und östlichen Küstenregionen von Sri Lanka und auch an der Koromandelküste des indischen Bundesstaates Tamil Nadu sowie weltweit in der tamilischen Diaspora zu finden ist. Traditionell war sie eine Seefahrer- und Kriegerkaste, deren Mitglieder heute in der Fischerei beschäftigt sind.
Sie wurde historisch auch als Kurukulam und Karaiyalar bezeichnet. Die mittelalterlichen Führer dieser Clans wurden als Pattankattiyar bezeichnet.
Die Singhalesisch sprechenden Karaiyar sind als Karava bekannt, die tamilischen Ursprungs waren, unter dem singhalesischen Königreich standen und sich in der singhalesischen Gesellschaft assimilierten.

## Etymologie
Das Wort karaiyar leitet sich von karai ab, was auf Tamil „Küste“ bedeutet. Karaiyar bedeutet daher „Küsten-Volk“.
Ihr Titel Kurukulam leitet sich von den Wörtern kuru und kulam (Tamil für „Clan“) ab. Das Wort Kuru bezieht sich auf das Kuru-Königreich, den Ort ihres legendären Ursprungs. So wird das Wort wörtlich übersetzt als „Kuru-Clan“. Ihr hoheitlicher Titel Pattankattiyar bedeutet „der Gekrönte“ in Tamil.

## Geschichte
Das Purananuru aus der Zeit der Sangam-Literatur ist einer der frühesten Hinweise auf diesen Clan, der dort als Karaiyavar erwähnt wird. Claudius Ptolemäus aus des 2. Jahrhunderts n. Chr. bezeichnete sie als Kareoi, der ihren Hauptsitz in Korkai hatte, ein wichtiger antiken Handelshafen des Königreichs Pandyan.

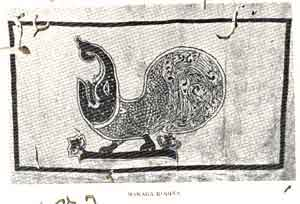
Die Makara Flagge der Karaiyars

Mehrere tamilische Literaturwerke wie Kailaya Malai, Pararajasekaran Ula, Vaiya Padal und Yalpana Vaipava Malai erwähnen ihre Bedeutung im Königreich Jaffna. Die Karaiyars waren für den Westteil des Königreichs, insbesondere die Häfen, verantwortlich. Die Makara, das Reittier ihres Schutzgottes Varuna, diente als Emblem und wurde auf ihren Flaggen gesehen.
Nach dem Mukkara Hatana-Manuskript besiegte ein Bataillon von 7740 Karaiyar Soldaten die Mukkuvars und die Sonakar in einer dreimonatigen Belagerung. Da der Anführer des Bataillons im Krieg gefallen war, wurde sein Sohn, Sapumal Kumaraya, vom König von Königreichs Kotte adoptiert und später als König gekrönt.
Unter der Herrschaft von Cankili II, dem König von Jaffna, forderte der König die Karaiyars und Soldaten aus dem Königreich Thanjavur-Nayak auf, sein Königreich zurückzugewinnen, besetzt von den portugiesischen Kolonialherren. Die Karaiyar Truppen unter Häuptlingschaft von Karaiyar Chef Migapulle Arachchi, stimmten mit den Thanjavur Nayak Truppen überein und kämpften bei der Eroberung des Königreichs Jaffna gegen die Portugiesen. Nach der Niederlage wurden größere Teile des Karaiyar von den Portugiesen zum katholischen Christentum konvertiert.
Karaiyars bildete die Führung der Tamil Tiger, einer Gruppe, die im Bürgerkrieg in Sri Lanka kämpfte, um einen souveränen tamilischen Staat zu gründen, der sich von der singhalesischen Mehrheit Sri Lankas abspalten wollte. Der LTTE-Anführer Velupillai Prabhakaran und seine Karaiyar-Mitstreiter empfanden die von Vellalar auferlegten Kastenbeschränkungen als ebenso bedrückend wie die so empfundene singhalesische Diskriminierung der Tamilen.